# 昆明关木通
昆明关木通（学名：Isotrema kunmingense）是马兜铃科关木通属的一种植物，是中国的特有植物。分布于中国的贵州和云南。
花较小, 檐部暗红色, 喉口黄色。
昆明关木通与波氏关木通很难区分，可能是同一物种。